# Hylomys maxi
Hylomys maxi és una espècie de mamífer eulipotifle de la família dels erinacèids. Viu a l'illa de Sumatra (Indonèsia) i la Malàisia peninsular, on viu a altituds d'entre 100 i 2.000 msnm. El seu hàbitat natural són els boscos montans. És un representant gros del gènere Hylomys, amb una llargada de cap a gropa de 139 mm i un pes de 64 g (valors mitjans). Descrit originalment com una subespècie del gimnur petit (H. suillus), el 2023 fou elevat a la categoria d'espècie.